# 창조 101
《창조101》(중국어 간체자: 创造101, 정체자: 創造101, 병음: Chuàngzào101)는 중국의 리얼리티 프로그램이다. 2017년 11월 대한민국의 텔레비전 프로그램 《PRODUCE 101》의 판권을 구입하여 공식으로 제작한 중국판 버전이다.
2018년 6월 23일 마지막 화의 방송과 함께 걸 그룹 화전소녀101(중국어 간체자: 火箭少女101)로 데뷔할 우승자는종우리나라다프로듀스먼101과를또같이하는 저우텐 엔터테인먼트(중국어 간체자: 周天娱乐)과 멤버들의 각 소속사는 화전소녀101과 개별 활동을 함께할 수 있도록 계약하였다고 알려졌으나, 저우텐에서 병행 활동을 금지한다는 발표를 하자 2018년 8월 9일 멍메이치와 우쉬안이가 우주소녀 활동을 위하여 탈퇴하였다. 이들은 소속사인 위에화 엔터테인먼트와 저우텐이 활동을 병행할 수 있도록 합의한 뒤 8월 17일 화전소녀101로 복귀하였다. 그래서 며칠 전 스타쉽은 "미기와 선의, 성소는 예정된 중국 일정으로 불가피하게 이번 앨범 활동에 참여하지 못하게 됐다"며 "앨범 활동은 3인을 제외한 10인 체제로 이어갈 예정이며 팬분들의 양해를 부탁드린다"고 밝혔다. 즉, 한국에서의 우주소녀로써의 활동은 잠시 미룬 것이라고 볼 수 있다. 중국에서의 활동도 같이 병행해야 되기 때문이다. 팬들은 이에 대해 굉장한 아쉬움을 호소했지만 우주소녀인 동시에 회전소녀의 활동을 병행해야 하는 이들의 상황을 이해했다. 이들은 50억뷰에 달하는 스트리밍 횟수로 아주 대성공을 거두었으며, 중국 현지화에 성공하였다라는 전문인들 그리고 대중들에게 높은 평가와 기대를 받고 있다. 또한 6월 2일 24시 기준, #창조101 해시태그가 붙은 웨이보 멘션의 총 조회수가 20억에 달성했다. 매주 토요일에 방송되었던 창조101원은 우리나라에서의 프로듀스101만큼 인기를 얻었다. 대륙의 프로그램인 만큼 성공의 확률이 매우 크고 아주 기대되는 걸그룹으로 평가받고 있다.

## 최종 선발
| 순위 | 이름                | 예명   | 소속사                        | 소속그룹                                         |
| 1위  | 멍메이치            | 미기   | 위에화                        | 우주소녀, Natural Unit, 에뉩니온, 前화전소녀 101 |
| 2위  | 우쉬안이            | 선의   | 스타쉽, 위에화                | 우주소녀, Joy Unit, 아귀르떼스, 前화전소녀 101   |
| 3위  | 양차오위에          |        | 문란문화, 前와지지와          | 前CH2, 前화전소녀 101                            |
| 4위  | 돤아오쥐안          |        | 용무천문화                    | 前화전소녀 101                                   |
| 5위  | 궈잉                | Yamy   | 前지창인리                    | 쿠키차악단, 前화전소녀 101                       |
| 6위  | 라이메이윈          |        | 제고문화                      | 前S.I.N.G, 前화전소녀 101                        |
| 7위  | 쯔닝                | Winnie | 뉴메버릭, GoldenDog, 소니뮤직 | MERA, 前화전소녀 101                             |
| 8위  | 양윈칭              | Sunnee | 커미영상, 유니버설뮤직        | A'N'D, 前화전소녀 101                            |
| 9위  | 프롬위라이 리시리롯 | 리쯔팅 | 화영예성                      | 前화전소녀 101                                   |
| 10위 | 푸징                |        | 바나나                        | 前화전소녀 101                                   |
| 11위 | 쉬멍지에            |        | AMG                           | 꿀벌소녀대, 前화전소녀 101                       |